# Need for Speed (2015)
Need for Speed (укр. Жага швидкості) — 22-а гра серії Need for Speed.
Розроблена компаніями Electronic Arts та Ghost Games у 2015 році.

## Назва
Початкова назва гри була «Need for Speed», адже гра була перевиданням серії.